# Theodora Drakou
Theodora Drakou (em grego:  Θεοδώρα Δράκου; Patras, 6 de fevereiro de 1992) é uma nadadora grega.

## Carreira

### Rio 2016
Drakou competiu nos 50 m livre feminino nos Jogos Olímpicos de Verão de 2016, sendo eliminada nas eliminatórias.